# أليسون روبرتسون
أليسون روبرتسون (بالإنجليزية: Allison Robertson)‏ هي موسيقية وعازفة قيثارة أمريكية، ولدت في 26 أغسطس 1979 في شمال هوليوود ‏ في الولايات المتحدة.

## وصلات خارجية
- الموقع الرسمي
- أليسون روبرتسون على موقع IMDb (الإنجليزية)
- أليسون روبرتسون على موقع ميوزك برينز (الإنجليزية)
- أليسون روبرتسون على موقع أول موفي (الإنجليزية)
- أليسون روبرتسون على موقع قاعدة بيانات الأفلام السويدية (السويدية)
- أليسون روبرتسون على موقع ديسكوغز (الإنجليزية)
- أليسون روبرتسون على موقع قاعدة بيانات الفيلم (الإنجليزية)
- أليسون روبرتسون على موقع كينوبويسك (الروسية)